# Eugene Fama
Eugene Francis Fama (født 14. februar 1939) er en amerikansk økonom. Han er professor ved University of Chicago og modtog Nobelprisen i økonomi i 2013 sammen med Robert Shiller og Lars Peter Hansen. Fama er særlig kendt for sit arbejde inden for finansiering, ikke mindst porteføljeteori og bestemmelsen af prisen på værdipapirer.

## Baggrund, uddannelse og karriere
Eugene Fama blev født i Boston og er af italiensk afstamning (alle hans bedsteforældre var immigranter til USA fra Italien). Han tog en bachelorgrad ved Tufts University i 1960, derefter en Master of Business Administration og en Ph.D.-uddannelse ved University of Chicago Booth School of Business i 1964. Ph.D.-afhandlingens tema var "The Behavior of Stock Market Prices".
Han har været ansat ved University of Chicago siden 1963, fra 1968 som professor i finansiering.
Han har skrevet to bøger og publiceret over 100 artikler i videnskabelige tidsskrifter.

## Økonomiske teorier
Den kendte hypotese om efficiente markeder bliver ofte knyttet til Famas navn. Denne hypotese siger, at prisen på et værdipapir afspejler den tilgængelige information på markedet - og at et "efficient marked" afspejler, at et tilstrækkeligt antal investorer har adgang til al relevant information. Man skelner i denne forbindelse somme tider mellem stærk, halv-stærk og svag markedsefficiens. En central konsekvens, hvis hypotesen er korrekt, er, at man kan se en sammenhæng mellem prisudviklingen og den tilgængelige information i værdipapirets tidligere prisudvikling.
Fama har også sammen med Kenneth French udviklet den såkaldte Fama-French-model (eller Fama-Frenchs trefaktormodel), som bruges til at analysere afkastet på forskellige aktier, baseret på en række egenskaber hos selskaberne, som har udstedt dem. Den oprindelige model indeholdt tre faktorer: selskabets størrelse samt forholdet mellem selskabets markedsværdi (dvs. den samlede kursværdi af dets aktier) og den bogførte værdi af egenkapitalen ud over et element, som angiver, i hvor høj grad selskabets branche varierer i takt med de generelle konjunkturer. Mens den sidste faktor (kendt som aktiens betaværdi) er velkendt fra den grundlæggende såkaldte Capital Asset Pricing Model (CAPM) for prissætning af aktier, var de to første faktorer en nyskabelse i Fama og Frenchs model.